# Средњовековни мост у Трогиру
Средњовековни мост у Трогиру најстарији је мост према копну у овом далматинском градићу, данас у Републици Хрватској, који се први пут спомиње у 13. веку. Изграђен је на тек дорађеном спруду који је спајао оточић са копном. Овај за оно раздобље репрезентативан мост, који се пружао од северних градских врата преко Фоше до копна, изграђен је у периоду утврђивања Трогира с краја 13. века. Коришћен је у периоду од почетка 14. до средине 17. века или тачније до 1647. године када је заједно са градским вратима срушен, у време Кандијског рата.

## Положај и прилаз
Почетак моста се налазио на острвцу у делу, које је сада захваћено бедемом Светог Ловринца, названим Фосколо. Одатле се мост у правој линиј пружао ка северу, према копну, у правцу улице која је водила ка бунару...града, названом Добрић. У супротном смеру од бунара Добриж пут  је  са копна водио према југу прво преко негдашњег спруда а затим преко овог  мостаа,  а онда  кроз главну попречну улицу (антички  cardo maximus) све до обале - мора, насупрот острву Чиову.
Бочно од источне стране улице налазила се црква Светог Јуре, приљубљена уз врт Зуане Буфалиса, а затим је следила кућа Морлака.

Проширењем главне попречне градске улице која је водила ка мосту, настао је мали трг на којем се налазила црква Светог Лава  испред некадашњих северних градских врата кроз која се приступало  мосту. Грађани су их назвали  „Врата од моста” (Porta pontis). Та се врата у 14. веку спомињу и као Лавља врата (Porta Leve).
Приступ мосту био је религијски означен:
- На северној страни моста, на копну, изван града — црквом Светог Јурја, која се налазила непосредно уз сам моста;
- На јужној страни моста, на оточићу — у близини градских врата црквом Светог Лава, касније називаном црква Светог Николе и црква Свете Барбаре.[4]

## Назив
За средњовековни мост у Трогиру у средњем веку коришћен је назив  рons extra portam civitatis — У Статуту Трогира њгов назив се наводи као pons terre firme — Данас се за мост који води на копно употребљава назив „Мали мост”, а за онај према Чиову „Чиовски мост”

## Географски услови који су утицали на изградњу моста
Историјско језгро Трогира налази се на острвцету у морском теснацу у коме се острво Чиово највише приближио копну. Острвце је у смеру исток - запад дугачко око 515 метара, са највећом ширином у смеру север - југ од око 285 метара. Пречник и облик острвцета мењали су се и ширили сталним насипањем материјала, посебно на јужној и западној страни. Павао Андреис у 17. веку. пише... како му пречник не прелази 750 корака (≈ 1, 300 км).
Са копном и отоком Чиовом оточић је накнадно (током 13. и 14. века) повезан са два моста. Једним који је спајо острвце са острвом Чивом и другим који је острвце повезивао са копном раздвојено јарком званим Фоша, који је кроз векове новим наносом материјала мењао своје распоне.

## Историја
Средњовековни мост у Трогиру настао је у историјском језгру Трогира и спајао је копно и острвце у морском сужењу у коме се оток Чиово највише приближио копну. Острвце које је оријентисано у смеру исток - запад дугачко је око 515 метара, са највећом ширином у смеру север - југ од око 285 метара. Обим и облик острвца година се мењао јер се стално ширило насипањем терена, посебно на јужној и западној страни. Имајући ово у виду иторичари Иван Лучић и Павао Андреис, цитирајући античке писце, закључили су да је тло на којем је подигнута историјско језгро Трогира тек накнадно раздвојено јарком од копна.
Највише тачке у историјском језгру Трогира налазе се дуж главне уздужне улице (антички decumanus), и ни у једном делу на прелазе 4 м надморске висине, док на западном ободу острвцета надморска висина износи мање од 0,50 м.
Трогир, смештен на ниски Оточићу у морском теснацу спојен двама мостовима - мањим према копну и већим према отоку Чиову. Постојање мостова, оног према копну и оног до острва Чиова, спомиње се већ од 13. века.
Историјско језгро Трогира са копном је повезано старим каменим мостом, а са Чиовом покретним мостом, који се налази на најужем делу Трогирског канала. Пре градње моста према копну почетком 14. века граду се вероватно прилазило преко спруда који ствара бујица Добрића (њено корито је каналисано); али она и данас наноси шљунак, који се мора стално уклањати како не би затрпао „Фошу”. Данас се за стари средњовековни мост који води на копно употребљава назив „Мали мост”, а за онај према Чиову „Чиовски мост”.
Природне диспозиције земљишта омогућила је да острвце има две луке. На северној страни острвцета „Фоша” (која се засипа блатом и муљем) је служила као лука за мање бродове, а на јужној страни острвцета морски теснац између града и острва Чиова био је довољно дубок и широк за пристајања већих бродова. За ту главну луку употребљава се назив „Рива”.

### Рушење моста
Мост је био порушен у 17. веку, за време Кандијског рата, у оружаним сукобима између Млетачке републике и њених савезника Витезова Хоспиталаца, Папске државе и Француске са једне и Османског царства и Берберских земаља (територије у северној Африци под влашћу Османлија) са друге стране, а са циљем остваривања војно-политичке превласти над медитеранским острвом Крит (Кандија). Двадесетчетворогодишњи сукоб су чиниле бројне поморске битке на Егејском мору и копнене операције у Далмацији.

Према писању свременика историчара Иван Лучића, након рушења моста: 
На чуђење свих ту су се пронашли ступови моста који нису лежали ни на каквим забијеним балванима или на неком већем подножју, како се то обично ради у сличним положајима да би се подупрли лукови и одбили удари мора. Из тога се дало јасно разабрати да је ово мјесто по природи било тако обликовано (...) Нискост овог земљоуза, остајући неки пут подложна води, можда је касније проузроковала потребу Трогиранима да ту поставе темеље моста и прокопају онај земљоуз, који је спрјечавао струјање вода.

## Архитектура
Спруд који је нанела бујица у мочварним плићацима око острвца на коме је смештен Трогир вероватно је образовала својеврсну превлаку на којој је почетком 14. века. саграђен камени мост у осовини главне улице, према копну у Трогиру. Рађен је по нацрту инжењера Јаниа Циула.
На свом почетку до градских зидина древног Трогира, мост је имао кулу (стражарницу). На кули на мосту су 1420. године уграђена врата тако да стока више није пролазила кроз град већ путем између зидина и предзидина.  На кули је  био узидан грб са са лавом и са уклесаном 1308. годином, коју је према записима историчара Ивана Лучића...тамо поставио мештар Балоардо да би о томе сачувао успомену.
Од куле стражарнице протезала се главна конструкција моста дугачка 40 корака (≈ 69,53 м) која је почивала на једанест лукова...с врло племенитим радовима и мајсторијама за удобност да се може седити с једне и друге стране.
На месту на коме је мост завршавао на копну била је једна лепа лођа, надсвођени трем, отворена са стране, која је била названа Клобук (Capello), са кровом који се ослањао на шест мермерних стубића. На стани према граду су зидине и предзидине с кулама на почетку моста.